# Thor: Tình yêu và sấm sét
Thor: Tình yêu và sấm sét (tựa gốc tiếng Anh: Thor: Love and Thunder) là phim điện ảnh Mỹ thuộc thể loại siêu anh hùng, dựa trên nhân vật cùng tên của Marvel Comics. Đây là phần tiếp theo của Thor: Tận thế Ragnarok (2017), cũng sẽ là phim thứ 29 trong Vũ trụ Điện ảnh Marvel (MCU). Phim do Marvel Studios sản xuất và được Walt Disney phát hành vào năm 2022. Phim do Taika Waititi đạo diễn cùng với biên kịch Jennifer Kaytin Robinson. Phim có sự tham gia của các diễn viên Chris Hemsworth trong vai Thor cùng với Tessa Thompson, Natalie Portman, Christian Bale, Chris Pratt, Jaimie Alexander, Pom Klementieff, Dave Bautista, Bradley Cooper, Vin Diesel, Karen Gillan, Sean Gunn và Russell Crowe. Trong phim, Thor chiêu mộ Valkyrie (Thompson), Korg (Waititi) và Jane Foster (Portman) — giờ đây đã trở thành Mighty Thor — để ngăn Gorr – Kẻ sát thần (Bale) tiêu diệt tất cả các vị thần.
Tháng 1 năm 2018, Hemsworth và Waititi đã thảo luận về kế hoạch cho phần tiếp theo của Tận thế Ragnarok. Tình yêu và sấm sét được chính thức công bố vào tháng 7 năm 2019, với Hemsworth, Waititi, Thompson và Portman — những người không xuất hiện trong Tận thế Ragnarok — tất cả đều trở lại trong phần tiếp theo. Waititi cho biết bộ phim sẽ chuyển thể các yếu tố từ bộ truyện tranh Mighty Thor của Jason Aaron, trong đó có nhân vật Jane Foster của Portman mang trên mình áo giáp và sức mạnh của Thor khi bị ung thư. Robinson tham gia bộ phim vào tháng 2 năm 2020, sau đó Waititi mô tả nó như một bộ phim tình cảm. Quá trình quay phim bắt đầu vào tháng 1 năm 2021 tại Sydney, Australia và kết thúc vào đầu tháng 6.
Thor: Tình yêu và sấm sét được công chiếu lần đầu tại Nhà hát El Capitan ở Hollywood vào ngày 23 tháng 6 năm 2022 và được phát hành tại Hoa Kỳ vào ngày 8 tháng 7 năm 2022, như một phần của Giai đoạn Bốn của MCU. Bộ phim nhận được nhiều lời khen ngợi vì sự nhẹ nhàng và diễn xuất của dàn diễn viên (đặc biệt là của Bale và Portman), nhưng bị chỉ trích vì sự thiếu nhất quán về âm sắc và kịch bản.

## Nội dung
Gorr và con gái của hắn, Love, người cuối cùng của chủng tộc của họ, vật lộn trong một sa mạc cằn cỗi. Bất chấp những lời cầu nguyện của họ với vị thần của họ, Rapu, Love vẫn chết. Vũ khí giết thần Necrosword gọi Gorr, dẫn hắn đến vương quốc tươi tốt của Rapu. Sau khi Rapu chế giễu hoàn cảnh của Gorr một cách độc ác, hắn từ bỏ vị thần, khiến Rapu phải bóp cổ hắn ta. Necrosword tự hiến mình cho Gorr, người đã giết Rapu bằng nó và thề sẽ giết tất cả các vị thần. Gorr được ban cho khả năng điều khiển bóng tối và tạo ra quái vật, nhưng bị nguyền rủa với cái chết sắp xảy ra và sự tha hóa dưới ảnh hưởng của thanh kiếm. Sau khi Gorr giết một số vị thần, Thor, người đã tham gia Vệ binh dải ngân hà, biết được tín hiệu báo động từ Sif. Anh chia tay đội và tìm thấy Sif đang bị thương, anh ta cảnh báo rằng mục tiêu tiếp theo của Gorr là New Asgard. Trong khi đó, Tiến sĩ Jane Foster, bạn gái cũ của Thor, được chẩn đoán mắc ung thư giai đoạn cuối. Với việc điều trị y tế không hiệu quả, cô đến New Asgard với hy vọng rằng chiếc búa Mjolnir của Thor, thứ đã bị Hela phá hủy trước đó, có thể chữa lành cho cô.
Do một loại bùa mà Thor vô tình đặt vào nó nhiều năm trước đó để bảo vệ Foster, Mjolnir đã tái trang bị và gắn kết bản thân với cô ấy. Thor đến New Asgard ngay khi cuộc tấn công của Gorr bắt đầu. Thor ngạc nhiên khi thấy Foster sử dụng Mjolnir, nhưng lại hợp tác với cô ấy, Valkyrie và Korg để chống lại Gorr. Cả nhóm ngăn cản Gorr, nhưng hắn trốn thoát, bắt cóc một số trẻ em Asgard và giam chúng trong Cõi Bóng tối. Được thừa hưởng khả năng của người cha đã khuất Heimdall, con trai của ông là Axl liên lạc với Thor, người có thể tương tác với lũ trẻ. Cả nhóm đi đến Thành phố Omnipotence để cảnh báo các vị thần khác và yêu cầu họ giúp đỡ trong việc tạo ra một đội quân. Thủ lĩnh của các vị thần, Zeus, sợ hãi Gorr và không sẵn sàng giúp đỡ, nghĩ rằng họ có thể vẫn an toàn và ẩn mình khỏi Gorr trong Thành phố. Zeus ra lệnh bắt giữ nhóm để ngăn họ tiết lộ vị trí của Thành phố cho Gorr. Khi Zeus làm Korg bị thương, Thor đã đâm chết Zeus bằng lưỡi tầm sét của chính mình mà Valkyrie đã đánh cắp trước khi họ trốn thoát. Khi cuộc hành trình tiếp tục, Thor và Foster khơi lại mối quan hệ lãng mạn của họ và Foster tiết lộ căn bệnh của cô.
Cả nhóm đến Cõi Bóng tối nhưng không thể xác định được vị trí của bọn trẻ. Foster nhìn thấy những hình vẽ cổ đại mô tả Stormbreaker như một cách để triệu hồi Bifrost để vào cõi vĩnh hằng và suy ra cái bẫy do Gorr bày ra. Cô ném Stormbreaker đi để ngăn Gorr tiếp cận nó. Tuy nhiên, Gorr áp đảo nhóm và đe dọa giết Foster buộc Thor phải triệu hồi nó trở lại. Trong trận chiến sau đó, Gorr làm Valkyrie bị thương nặng. Cả nhóm trở về Trái đất và Gorr đánh cắp Stormbreaker. Hút hết sức lực của cô ấy mỗi khi sử dụng Mjolnir, Foster được cảnh báo rằng sử dụng nó một lần nữa sẽ có thể giết chết cô ấy. Thor thuyết phục Foster để anh ta chiến đấu với Gorr một mình trong khi cô ấy hồi phục. Thor tìm thấy những đứa trẻ bị bắt cóc tại đền thờ của Eternity và, sử dụng lưỡi tầm sét của Zeus, truyền cho chúng sức mạnh của mình để chống lại quái vật của Gorr trong khi chiến đấu với Gorr. Khi Foster cảm nhận được rằng Gorr sắp giết Thor, cô đã tham gia trận chiến với Mjolnir để cứu anh. Họ phá hủy Necrosword, giải phóng Gorr khỏi ảnh hưởng của nó, nhưng cả ba được đưa vào cõi Eternity. Khi Gorr sẵn sàng thực hiện điều ước của mình, Thor cầu xin Gorr hồi sinh con gái mình thay vì tiêu diệt các vị thần.
Thor sau đó để Gorr đưa ra quyết định của mình và chăm sóc Foster, người đã chống chọi với bệnh tật của cô và chết trong vòng tay của anh. Bị xúc động bởi cảnh tượng của họ, Gorr mong muốn Eternity hồi sinh Love, thứ mà nó ban tặng. Khi Gorr chết vì lời nguyền, hắn yêu cầu Thor chăm sóc cho Love. Sau đó, những đứa trẻ trở lại New Asgard, nơi Valkyrie và Sif bắt đầu huấn luyện chúng, và một tượng đài để vinh danh Foster được xây dựng. Thor nhận Love, người đã tham gia cùng anh trong các câu chuyện anh hùng của mình, với Mjolnir trước đây sử dụng và Stormbreaker sử dụng bởi Love. Trong một cảnh mid-credit, trở lại Thành phố Omnipotence, thần Zeus đang hồi phục sức khỏe đã gửi con trai của mình là Hercules để giết Thor. Trong một cảnh post-credit, Foster đến cổng Valhalla, nơi Heimdall chào đón cô.

## Diễn viên
- Chris Hemsworth vai Thor:
Một Avenger và là cựu vương của Asgard, dựa trên vị thần cùng tên trong thần thoại Bắc Âu. Đạo diễn Taika Waititi nói rằng Thor đang trải qua một cuộc khủng hoảng tuổi trung niên trong phim, vì anh ấy "chỉ đang cố gắng tìm ra mục đích của mình, cố gắng tìm ra chính xác anh ấy là ai và tại sao anh ấy là một anh hùng hoặc liệu anh ấy có nên trở thành một anh hùng".
- Christian Bale vai Gorr – Kẻ sát thần:
Một sát thủ dải ngân hà đầy sẹo, kẻ có âm mưu tiêu diệt các vị thần và sử dụng  thanh kiếm "All-Black the Necrosword".[7] Waititi mô tả Gorr là "rất ghê gớm" và có nhiều lớp. Bale cảm thấy nhân vật có "thái độ hơi Nosferatu", và lấy cảm hứng từ video âm nhạc Aphex Twin cho "Come to Daddy" (1997). Waititi đã chọn thay đổi các đặc điểm trên khuôn mặt của Gorr trong phim vì diện mạo ban đầu của hắn trong truyện tranh giống Chúa tể Voldemort trong loạt phim Harry Potter.
- Tessa Thompson trong vai Valkyrie:
Vua của New Asgard, dựa trên thần thoại là Brynhildr. Thompson và nhà sản xuất Kevin Feige cho biết đặc điểm lưỡng tính của nhân vật sẽ được giải quyết trong phim. Waititi cho biết Valkyrie phải điều chỉnh các khía cạnh quan liêu của việc cai trị, tránh xa chiến trường, chẳng hạn như xử lý cơ sở hạ tầng và kinh tế của New Asgard và tiếp đón các đại biểu từ các quốc gia khác.
- Jaimie Alexander trong vai Sif: Một chiến binh Asgardian và là bạn thời thơ ấu của Thor, dựa trên vị thần cùng tên trong thần thoại Bắc Âu.
- Taika Waititi trong vai Korg: Một đấu sĩ người Kronan kết bạn với Thor.
- Russell Crowe trong vai Zeus: Vị vua của các vị thần trên đỉnh Olympus, dựa trên vị thần cùng tên trong thần thoại Hy Lạp.
- Natalie Portman trong vai Jane Foster / Mighty Thor:
Một nhà vật lý thiên văn và bạn gái cũ của Thor, người đang điều trị ung thư trong khi trở thành siêu anh hùng Mighty Thor, có được trang phục và sức mạnh tương tự như Thor do sử dụng phiên bản tái tạo của chiếc búa Mjolnir của anh ấy. Portman, người không xuất hiện trong phần trước Thor: Ragnarok (2017), đồng ý trở lại sau cuộc gặp với Waititi, người nói việc Foster trở lại cuộc sống của Thor sau tám năm sẽ là một sự điều chỉnh lớn đối với anh ta vì cô đã có một cuộc sống khác mà không có anh ta. Waititi nói thêm rằng Foster xuất hiện trong trang phục giống như Thor sẽ là một "suy nghĩ thực sự" đối với anh ta.

Ngoài ra, nhóm Vệ binh dải Ngân Hà còn có mặt trong phim, với Chris Pratt, Pom Klementieff, Dave Bautista, Karen Gillan, Vin Diesel và Bradley Cooper đảm nhận các vai trò MCU tương ứng của họ là Peter Quill / Star-Lord, Mantis, Drax the Destroyer, Nebula, Groot, và Rocket, cùng với Sean Gunn trong vai Kraglin Obfonteri. Matt Damon, Sam Neill và Luke Hemsworth diễn lại vai diễn của họ với tư cách là các diễn viên người Asgard lần lượt đóng vai Loki, Odin và Thor, với Melissa McCarthy tham gia cùng họ với tư cách là một nữ diễn viên đóng vai Hela, và chồng của McCarthy là Ben Falcone trong vai người quản lý sân khấu. Stephen Murdoch lồng tiếng cho Miek. Dàn diễn viên trở lại từ loạt phim Thor lần lượt là Kat Dennings và Stellan Skarsgård trong vai đồng nghiệp của Foster là Darcy Lewis và tiến sỹ Erik Selvig, và Idris Elba trong vai Heimdall trong cảnh post-credit, với Daley Pearson đảm nhận vai trò của anh ấy trong loạt phim Team Thor với vai Daryl, hiện đang làm hướng dẫn viên du lịch ở New Asgard.  
Simon Russell Beale xuất hiện với tư cách là thần Dionysus trên đỉnh Olympus, trong khi Akosia Sabet xuất hiện với tư cách là nữ thần Bast. Jonathan Brugh, người đóng vai Deacon trong bộ phim What We Do in the Shadows của Waititi năm 2014, xuất hiện như một trong những vị thần trong phim. Kieron L. Dyer đóng vai Axl, con trai của Heimdall; con gái của Hemsworth, India, đóng vai Love, con gái của Gorr; Elsa Pataky, vợ của Hemsworth, xuất hiện trong vai một người phụ nữ sói; và các con của Portman và Waititi đóng vai những đứa trẻ New Asgard. Ca sĩ Jenny Morris xuất hiện như một công dân New Asgard. Brett Goldstein xuất hiện trong vai Hercules, con trai của Zeus trong cảnh mid-credit. 
Jeff Goldblum và Peter Dinklage đều dự định sẽ đóng lại các vai trò tương ứng của họ là Grandmaster từ Thor: Ragnarok và Eitri từ Avengers: Cuộc chiến vô cực (2018), nhưng cảnh của họ đã bị cắt khỏi bản chiếu rạp. Lena Headey cũng được định xuất hiện trong phim, nhưng các cảnh của cô cũng bị xóa.

## Sản xuất

### Giai đoạn phát triển
Ngay sau khi phát hành bộ phim Thor thứ ba, Thor: Ragnarok, vào tháng 11 năm 2017, đạo diễn Taika Waititi và các giám đốc điều hành của Marvel Studios đã gặp nhau để thảo luận về ý tưởng cho một bộ phim khác, được bật đèn xanh sau những phản hồi tích cực dành cho Ragnarok. Chris Hemsworth cho biết vào tháng 1 năm 2018 rằng anh ấy quan tâm đến việc tiếp tục đóng vai Thor trong Marvel Cinematic Universe (MCU), mặc dù hợp đồng của anh ấy với Marvel Studios sắp kết thúc với vai diễn trong Avengers: Endgame (2019). Sau đó, Hemsworth và Waititi đã thảo luận về những gì họ muốn trong một bộ phim Thor thứ tư tiềm năng, và Hemsworth nói một tháng sau rằng anh ấy sẽ cân nhắc quay lại nếu có "một kịch bản tuyệt vời khác".  Tessa Thompson, người đóng vai Valkyrie trong các bộ phim MCU , tin rằng vào tháng 4 năm 2019 rằng một màn chào hàng đã được thực hiện cho phần tiếp theo của Ragnarok có sự tham gia của Waititi trở lại.  Sau đó, Hemsworth nói rằng anh ấy sẽ tiếp tục đóng Thor càng lâu càng tốt, ghi nhận Waititi đã làm hồi sinh sự quan tâm của anh ấy với vai diễn này sau khi anh ấy trở nên kiệt sức và bị choáng ngợp với nó trước khi làm Ragnarok .
Vào tháng 7 năm 2019, Waititi chính thức ký hợp đồng viết kịch bản và đạo diễn bộ phim Thor thứ tư , với dự kiến Hemsworth sẽ tiếp tục vai diễn của mình.  Waititi không quan tâm đến việc lặp lại những gì họ đã làm với Ragnarok , thay vào đó muốn làm "điều gì đó thú vị hơn cho bản thân để giữ cho toàn bộ sự việc trở nên sôi động và đảm bảo rằng tôi cảm thấy được kích thích sáng tạo". Cuối tháng đó, tại San Diego Comic-Con, Chủ tịch Marvel Studios Kevin Feige đã công bố bộ phim là Thor: Love and Thunder, với ngày phát hành là ngày 5 tháng 11 năm 2021. Hemsworth và Thompson đã được xác nhận sẽ trở lại cùng với Natalie Portman , đóng lại vai trò của cô ấyJane Foster trong Thor (2011) và Thor: The Dark World (2013).  Portman đồng ý trở lại nhượng quyền thương mại, sau khi nhân vật của cô không có trong Ragnarok, sau một cuộc gặp duy nhất với Waititi, người được Marvel Studios trao quyền tự do sáng tạo để mô phỏng lại vai trò của cô trong phim, trong đó anh đề nghị đóng vai nhân vật theo một cách khác biệt và mới mẻ, với "giấy phép để được phiêu lưu và vui vẻ và hài hước".  Thompson và Feige nói thêm rằng vấn đề lưỡng tính của Valkyrie sẽ được giải quyết trong phần tiếp theo, trở thành siêu anh hùng LGBTQ đầu tiên của Marvel Studios. Giám đốc điều hành Marvel Studios Brad Winderbaum đang sản xuất bộ phim cùng với Feige. Hemsworth, người cũng là nhà sản xuất điều hành của Love and Thunder, đã được trả 20  triệu đô la để đóng vai chính trong phim, tăng từ  mức lương 15 triệu đô la anh kiếm được cho mỗi lần xuất hiện trong Ragnarok, Avengers: Infinity War (2018) và Endgame. 
Don Harwin , Bộ trưởng Bộ Nghệ thuật của bang New South Wales của Úc , đã thông báo vào cuối tháng 7 rằng Thor: Tình yêu và Sấm sét sẽ được quay tại Fox Studios Australia ở Sydney với sự hợp tác của Marvel Studios với Shang-Chi và Truyền thuyết về Mười chiếc nhẫn (2021), với dự kiến bắt đầu quay Love and Thunder vào tháng 3 năm 2020 trước khi khởi quay vào tháng 8 năm 2020. Việc sản xuất dự kiến sẽ nhận được hơn 24 triệu đô la Úc (17 triệu đô la Mỹ) trợ cấp từ chính phủ Úc và New South Wales. Phó chủ tịch của Marvel Studios, David Grant cho biết việc quay hai bộ phim đối chiếu nhau sẽ cung cấp việc làm liên tục cho các đoàn phim địa phương, vớiLove and Thunder dự kiến sẽ tạo ra hơn 178 triệu đô la Úc (127 triệu đô la Mỹ) cho nền kinh tế địa phương. Ông nói thêm rằng studio sẽ làm việc với "các cơ sở giáo dục địa phương trong việc tạo ra các cơ hội thực tập".  Jeff Goldblum cho biết vào tháng 8 năm 2019 rằng có cơ hội anh có thể đóng lại vai Grandmaster Ragnarok của mình trong phần tiếp theo,  và Waititi xác nhận vào tháng 10 rằng anh sẽ đóng lại vai Korg của chính mình từ Ragnarok và Endgame . 
Christian Bale bắt đầu đàm phán để gia nhập dàn diễn viên vào tháng 1 năm 2020, với quá trình tiền sản xuất dự kiến sẽ bắt đầu vào tháng 4. Thompson xác nhận một tháng sau rằng Bale sẽ đóng vai nhân vật phản diện trong phim, trong khi Vin Diesel, người lồng tiếng cho Groot trong các phim MCU, cho biết anh đã thảo luận về bộ phim với Waititi và đã được nói với Guardians of the Galaxy sẽ xuất hiện trong đó.  Vào đầu tháng 4, Disney đã chuyển phần lớn nhóm phim Giai đoạn 4 của họ do đại dịch COVID-19 , dời ngày phát hành của Thor: Love and Thunder sang ngày 18 tháng 2 năm 2022. Quá trình sản xuất trước của bộ phim bị trì hoãn do đại dịch, Waititi không chắc khi nào sẽ tiếp tục sản xuất. Vào cuối tháng, Disney dời ngày phát hành đến ngày 11 tháng 2 năm 2022. Đến tháng 7, quá trình quay phim được ấn định bắt đầu vào đầu năm 2021.

## Âm nhạc
Phim sẽ có bài hát "Rainbow in the Dark " của Dio, theo lời Wendy Dio, góa phụ của thành viên ban nhạc Ronnie James Dio. Vào tháng 12 năm 2021, Michael Giacchino tiết lộ rằng ông sẽ ghi âm cho bộ phim; trước đó anh ấy đã ghi âm cho Phù thủy tối thượng (2016) và bộ ba phim Người Nhện của Marvel, cũng như bộ phim trước đó của Waititi là Jojo Rabbit (2019). Một album nhạc phim, bao gồm các chủ đề gốc của Giacchino cùng với bản nhạc do anh ấy và Nami Melumad sáng tác, được Hollywood Records và Marvel Music phát hành vào ngày 6 tháng 7 năm 2022. Đĩa đơn "Mama's Got a Brand New Hammer", nhạc chính của bộ phim bộ, được phát hành vào ngày 30 tháng 6.  
Waititi muốn âm nhạc phản ánh đúng thẩm mỹ của bộ phim với "bảng màu khoa trương, ồn ào, đầy màu sắc". "Sweet Child o 'Mine" của Guns N' Roses được giới thiệu trong phim, vì Guns N 'Roses là một trong những ban nhạc yêu thích của Waititi, và đã giúp "phản ánh kiểu phiêu lưu điên rồ mà chúng tôi đang [trực quan] trình bày"; bài hát cũng được sử dụng để tiếp thị cho bộ phim. Phim có bài hát " Rainbow in the Dark" của Dio, theo Wendy Dio, góa phụ của thành viên ban nhạc Ronnie James Dio. 

## Quảng bá
Bộ Lego và nhân vật Hasbro dựa trên bộ phim đã được tiết lộ vào tháng 2 năm 2022, với các bộ Lego bổ sung và Funko Pops được tiết lộ vào tháng 4 đó. Đoạn giới thiệu teaser được phát hành vào ngày 18 tháng 4,  và các nhà bình luận đã thảo luận về phần kết của nó khi ra mắt Portman's Foster trong trang phục Mighty Thor và sử dụng phiên bản phục hồi của cây búa Mjolnir của Thor. Marco Vito Oddo của Collider và Ryan Parker từ The Hollywood Reporter nhấn mạnh việc sử dụng "Sweet Child o' Mine", mà Oddo cảm thấy chỉ ra rằng Waititi sẽ "giữ lại tính thẩm mỹ cứng rắn đã giúp Thor: Ragnaroktrở thành một thành công lớn ", trong khi Parker gọi đây là một" đoạn giới thiệu sáng sủa, phong cách, vui nhộn [điều đó] thiết lập một giai điệu cho bộ phim ở dạng Taika Waititi thực sự ".  Justin Harp của Digital Spy cảm thấy sự hài hước từ Ragnarok "rõ ràng cũng trở lại trong bộ phim này",  trong khi Tom Power của TechRadar cảm thấy đoạn giới thiệu là một "siêu anh hùng, bữa tiệc đá quyến rũ giữa các thiên hà cho các giác quan" và chứa cảnh quay hấp dẫn đã làm tốt công việc trêu chọc bộ phim .  Cả Daniel Chin của The Ringer và Empire củaSophie Butcher nhấn mạnh đoạn trailer tập trung vào hành trình khám phá bản thân của Thor cũng như việc thiếu các cảnh quay về Gorr của Christian Bale. Chin nhận xét rằng đoạn giới thiệu "dành riêng để bắt kịp Thor khi anh khám phá lại chính mình", và rất hào hứng với màn thể hiện của Portman trong vai Foster. Anh ấy cho rằng đoạn giới thiệu này "khác xa với Thor mà chúng ta đã chứng kiến hơn một thập kỷ trước, vì loạt phim đã chuyển thể thành một bộ phim hài không gian toàn diện". Butcher cảm thấy phần nội tâm của đoạn giới thiệu không có gì đáng ngạc nhiên do bộ phim được đặt sau Endgame và cho biết đoạn giới thiệu này ngắn gọn nhưng thú vị. Đoạn giới thiệu đã có 209 triệu lượt xem toàn cầu trong 24 giờ đầu tiên,
Đoạn giới thiệu thứ hai được phát hành vào ngày 23 tháng 5, trong Trò chơi 4 của Vòng chung kết Hội nghị NBA miền Đông 2022 .  Nhiều nhà bình luận đã nhấn mạnh sự xuất hiện của Christian Bale trong vai Gorr the God Butcher trong đoạn giới thiệu.  Eric Francisco của Inverse ghi nhận giọng điệu hài hước tương tự từ Ragnarok trong khi thêm "một số sắc thái tối hơn" với sự bao gồm của Gorr. Ông cho biết Bale đã mang đến một "hình ảnh hoàn toàn đáng sợ về Đồ tể Thần Gorr lên màn ảnh", đồng thời cho biết thêm rằng có vẻ như Hemsworth đã sẵn sàng trao chiếc áo choàng của Thor cho Portman.  Jennifer Ouellette của Ars Technicalưu ý rằng các cảnh của Gorr có một bảng màu khác, được thể hiện bằng "tông màu chủ yếu là xám", mà cô ấy cảm thấy làm cho sự tương phản giữa các nhân vật khác "rõ ràng hơn".  Zach Seemayer từ Entertainment Tonight cảm thấy rằng nó "mang đến cho người hâm mộ tất cả những gì họ mong đợi từ những khoảnh khắc ngắn ngủi về những khoảnh khắc quan trọng từ đoạn giới thiệu đầu tiên vào tháng 4", trích dẫn những cảnh có Portman's the Mighty Thor, Thor "sống theo ý mình Tiêu đề "Space Viking" và cảnh quay của Gorr.  Tương tự, Câu lạc bộ AV củaSam Barsanti và William Hughes cũng làm nổi bật sự xuất hiện của Thor, Gorr của Portman và Hemsworth, ngoài việc lưu ý đến những khoảnh khắc hài hước khác trong đoạn trailer, chẳng hạn như khi Thor khỏa thân sau khi Zeus của Russell Crowe để lộ lớp ngụy trang. Scott Mendelson của Forbes gọi đoạn giới thiệu là "thỏa thuận thực sự" so với đoạn giới thiệu trước, và lưu ý những điểm tương đồng với loạt phim Masters of the Universe. Anh ta suy đoán rằng Thor và Foster sẽ "gắn bó" với nhau mặc dù đã 11 năm sau cuộc gặp gỡ đầu tiên của họ, và gọi đó là "một chút buồn phiền", vì anh ta hy vọng hai "mẫu hẹn hò A + sẽ tiếp tục". Anh ấy cũng nhấn mạnh cách các cảnh của Gorr chơi với màu sắc và độ tương phản, và "tác động lẫn nhau" giữa Foster và Valkyrie. Các cảnh trong phim cũng được giới thiệu trong buổi giới thiệu CineEurope năm 2022. 

## Phát hành
Thor: Love and Thunder được công chiếu lần đầu tại Nhà hát El Capitan ở Hollywood vào ngày 23 tháng 6 năm 2022. Phim được phát hành rạp tại Úc vào ngày 6 tháng 7 năm 2022,  ở Vương quốc Anh, Ireland và New Zealand vào ngày 7 tháng 7, và tại Hoa Kỳ vào ngày 8 tháng 7 năm 2022, dưới định dạng 4DX, RealD 3D, IMAX, ScreenX và Dolby Cinema. Trước đó nó được ấn định phát hành vào ngày 5 tháng 11 năm 2021, nhưng bị trì hoãn đến ngày 18 tháng 2 năm 2022, do đại dịch COVID-19. Sau đó, nó được dời lên một tuần đến ngày 11 tháng 2 khi Phù thủy tối thượng trong Đa vũ trụ hỗn loạn được dời lại từ tháng 11 năm 2021 đến tháng 3 năm 2022, và một lần nữa bị trì hoãn sang ngày 6 tháng 5 năm 2022, vào tháng 12 năm 2020, trước khi chuyển sang ngày tháng 7 năm 2022 vào tháng 10 năm 2021. Phim là một phần của Giai đoạn Bốn của MCU.